# Euphaedra (Euphaedrana) ceres
Euphaedra (Euphaedrana) ceres es una especie de  Lepidoptera, de la familia Nymphalidae,  subfamilia Limenitidinae, tribu Adoliadini, pertenece al género Euphaedra, subgénero (Euphaedrana).

## Subespecies
- Euphaedra (Euphaedrana) ceres ceres
- Euphaedra (Euphaedrana) ceres lutescens (Hecq, 1983)
- Euphaedra (Euphaedrana) ceres electra (Hecq, 1983)

## Localización
Esta especie de Lepidoptera y sus subespecies se encuentran distribuidas en Senegal, Ghana, Gabón Camerún y Nigeria (África). 